# Mordella apphabetica
Mordella apphabetica es una especie de coleóptero de la familia Mordellidae.

## Distribución geográfica
Habita en Queensland Australia.